# Icy Colors Change
Icy Colors Change — второй мини-альбом и первый рождественский проект американской рэперши Азилии Бэнкс, выпущенный 20 декабря 2018 года на лейбле Entertainment One.

## Предыстория и релиз
Заглавный трек с альбома «Icy Colors Change» был выпущен за год до релиза альбома, в черновом варианте. В нём был использован сэмпл из трека «Airglow Fires» Lone, давнего сопродюсера Бэнкс. Также Бэнкс призналась, что намерена переиздать песню на виниле, сведённую и ремастеринговую, на грядущее Рождество, и что она станет частью праздничного проекта.
На альбоме представлено четыре трека, включая известную «Icy Colors Change» и стандарты «What Are You Doing New Year’s Eve» и «Have Yourself a Merry Little Christmas». «Icy Colors Change» имеет привычное для Бэнкс хаус-звучание, а вот последние два трека исполнены с джазовым колоритом, с джазом исполнительница ранее не работала. Для альбома также была записана поп-панк-версия известного стандарта «Sleigh Ride», однако она не вошла в цифровое издание альбома.

## Отзывы критиков
Рецензент HipHopDX Дэниел Спилберг в треке «Icy Colors Change» усмотрел рождественский поэтический китч, а джазовые интерпретации назвал «странными и некачественными». Резюмируя, он заявил, что даже у артистов разных жанров есть свои пределы, а также охарактеризовал альбом скорее как подарок её поклонникам, чем как серьезное знакомство с Бэнкс как джазовой певицей.
Карлтон Джамал из HotNewHipHop поставил высокую оценку альбому добавив, что Бэнкс позволяет самому замечательному времени года провести её через волшебную, но короткую музыкальную прогулку.
Майк Нид из Idolator заявил, что, к сожалению, это не «мгновенная классика». В заглавном треке, который ему показался подходящим продолжением «Anna Wintour» с его уникальным сочетанием хауса и сезонных мелодий, в колебании между пением и рэпом он увидел уникальную концепцию, однако раздутое время выполнения действительно убивает атмосферу. Комментирую две следующие джазовые композиции, он отметил, что Азалия выкладывается полностью.
Обозреватель ТНТ Music Артём Кучников заявил, что даже в жанре зимних сезонных релизов умудряется выделиться. По его мнению, треки не добавишь ни в один рождественский плей-лист, но для интимного вечера очень даже подойдёт.

## Список композиций
| №                   | Название                                 | Автор(ы)                                                                         | Длительность |
| ------------------- | ---------------------------------------- | -------------------------------------------------------------------------------- | ------------ |
| 1.                  | «Icy Colors Change»                      | Азилия Бэнкс, Мэтт Катлер, Крис Йонг, Исли Джупер, Дориан Стрикланд, Пол Фалькон | 5:29         |
| 2.                  | «What Are You Doing New Year’s Eve»      | Фрэнк Лессер                                                                     | 5:32         |
| 3.                  | «Have Yourself a Merry Little Christmas» | Нью Мартин, Ральф Блейн                                                          | 5:19         |
| 4.                  | «Sleigh Ride»                            | Лерой Андерсон, Митчелл Пэриш                                                    | 1:18         |
| Общая длительность: | Общая длительность:                      | Общая длительность:                                                              | 17:38        |

| №                   | Название                                 | Автор(ы)                                                                         | Длительность |
| ------------------- | ---------------------------------------- | -------------------------------------------------------------------------------- | ------------ |
| 1.                  | «Icy Colors Change»                      | Азилия Бэнкс, Мэтт Катлер, Крис Йонг, Исли Джупер, Дориан Стрикланд, Пол Фалькон | 5:29         |
| 2.                  | «What Are You Doing New Year’s Eve»      | Фрэнк Лессер                                                                     | 5:32         |
| 3.                  | «Have Yourself a Merry Little Christmas» | Нью Мартин, Ральф Блейн                                                          | 5:19         |
| Общая длительность: | Общая длительность:                      | Общая длительность:                                                              | 16:20        |